# Frieda van Diepen-Oost
Frieda Gerda van Diepen-Oost (Amsterdam, 29 maart 1939) is een Nederlands politicus van de VVD.
Ze begon haar rechtenstudie aan de Universiteit van Amsterdam en rondde die af aan de Rijksuniversiteit Groningen. In 1970 werd ze gemeenteraadslid in Haren en vanaf 1976 was ze daar tevens wethouder. Toen de Harense burgemeester Roelf Hofstee Holtrop in 1981 burgemeester van Noordoostpolder was geworden, nam locoburgemeester Frieda Oost tijdelijk diens functie waar. In 1983 trouwde ze met haar partijgenoot Otto van Diepen die toen burgemeester van Slochteren was. Ze gaf haar wethouderschap op en was tot 1984 interim directeur van de Stadsschouwburg/De Oosterpoort in Groningen.
In 1984 werd haar echtgenoot burgemeester van Amstelveen en zelf was ze vanaf 1987 lid van de Provinciale Staten van Noord-Holland. In 1988 werd Van Diepen-Oost daar gedeputeerde wat ze tot april 1998 zou blijven. Vanaf 1 januari 2001 was ze nog acht maanden de waarnemend burgemeester van Blaricum.